# 山洲水库
山洲水库，位于中华人民共和国山东省青岛市胶州市里岔镇和洋河镇交界处，水库库容2400万立方米，兴利库容1320万立方米，控制流域面积68平方公里，设计灌溉面积3.8万亩，有效灌溉面积1.85万亩。主、副坝均为土质坝，主坝长400米，最大坝高16米；副坝长232米，最大坝高4.5米。通过胶河调水工程引水渠道，依靠自然地形，可使胶河水自西向东输送至山洲水库。